# Manuel Palacios (futbolista)
Manuel Palacios (Quibdó, Chocó, Colombia, 13 de febrero de 1993) es un futbolista colombiano. Juega de delantero y actualmente milita en el Chengdu Rongcheng de la Superliga de China.

## Trayectoria
Nacido en Quibdó, Palacios debutó en Patriotas Boyacá, en la Primera División del fútbol profesional colombiano. Después de casi cincuenta partidos de liga en dos temporadas, el jugador de 21 años hizo su primer movimiento en el extranjero, y se unió al Atlético CP, en la Segunda División de la Liga portuguesa, el 19 de julio de 2014, queda como jugador libre.
Hizo su debut el 31 de agosto de 2014 contra C.D. Trofense, agregando más de treinta etapas durante su primera temporada, viniendo del club relegado.

## Clubes
| Club              | País          | Año         | Partidos | Goles |
| ----------------- | ------------- | ----------- | -------- | ----- |
| Patriotas Boyacá  | Colombia      | 2012 - 2014 | 59       | 5     |
| Atlético CP       | Portugal      | 2014 - 2016 | 54       | 9     |
| Real SC           | Portugal      | 2016 - 2017 | 29       | 2     |
| Alianza Petrolera | Colombia      | 2017 - 2018 | 50       | 5     |
| Anyang            | Corea del Sur | 2019        | 34       | 11    |
| Pohang Steelers   | Corea del Sur | 2020 - 2022 | 62       | 7     |
| Seongnam          | Corea del Sur | 2022 - 2023 | 28       | 3     |
| Chengdu Rongcheng | China         | 2023 - act. |          |       |